# コードロン シムーン
コードロン シムーン
ル・ブルジェ航空宇宙博物館所蔵のC.630
- 用途：ツーリング機、郵便機
- 設計者：Marcel Riffard
- 製造者：コードロン
- 初飛行：1934年
- 運用開始：1935年

コードロン シムーン（Caudron Simoun）は、1930年代のフランスの4座単葉ツーリング機である。本機は「エール・ブルー」（Air Bleu）により郵便機として使用されて長距離飛行記録を樹立し、第二次世界大戦中はフランス空軍により連絡機として使用された。

## 派生型
- C.500 シムーン I：試験機、1機製造
- C.520 シムーン：試験機、1機製造
- C.620 シムーン IV：試験機、1機製造
- C.630 シムーン：ルノー Bengali 6Pri エンジンを搭載した初期生産型、20機製造
- C.631 シムーン：ルノー Bengali 6Q-01 エンジンを搭載した改良型、3機製造
- C.632 シムーン：C.631の類似型、1機製造
- C.633 シムーン：ルノー Bengali 6Q-07 エンジンを搭載した胴体改良型、6機製造
- C.634 シムーン：ルノー Bengali 6Q-01又はルノー Bengali 6Q-09 エンジンを搭載した主翼を改良して離陸重量を増やした型、3機製造
- C.635 シムーン：改善された客室配置とルノー Bengali 6Q-01又はルノー Bengali 6Q-09 エンジンを搭載した改良型、46機が新規製造と旧型から改装
- C.635M シムーン：ルノー Bengali 6Q-09又はルノー Bengali 6Q-19 エンジンを搭載した軍用機型、489機製造

## 運用
フランス
- エール・ブルー（Air Bleu）
- フランス空軍

 ドイツ国
- ドイツ空軍

 イギリス
- 英空軍
  - RAF第267飛行隊

 アメリカ合衆国
- アメリカ海軍

## 要目
（C.630）
- 乗員：1名 と（オプションで）副操縦士
- 乗客：2名
- 全長：9.10 m (29 ft 10 in)
- 全幅：10.4 m (34 ft 2 in)
- 全高：2.3 m (7 ft 7 in)
- 翼面積：16 m² (170 ft²)
- 空虚重量：755 kg (1,660 lb)
- 最大離陸重量：1,380 kg (3,040 lb)
- エンジン：1 × ルノー Bengali 6Q-09 6気筒 直列ピストンエンジン、220 hp (160 kW)
- 最高速度：300 km/h (160 knots, 190 mph)
- 巡航高度：6,000 m (20,000 ft)
- 航続距離：1,500 km (810 nm, 930 mi)